# Agnes Müller
Agnes Müller (* 2. August 1977 in Melchnau) ist eine ehemalige Schweizer Squashspielerin.

## Karriere
Agnes Müller spielte von 1996 bis 2001 auf der WSA World Tour, auf der sie in dieser Zeit ein Finale erreichte. Ihre höchste Platzierung in der Weltrangliste erreichte sie mit Rang 32 im November 2000. Mit der Schweizer Nationalmannschaft nahm sie 1994, 1998 und 2000 an der Weltmeisterschaft teil und stand auch mehrfach im Kader bei Europameisterschaften. Müller wurde von 1996 bis 2001 sechsmal in Folge sowie nochmals 2006 Schweizer Landesmeisterin.

## Erfolge
- Schweizer Meister: 7 Titel (1996–2001, 2006)